# アンテナハウス
アンテナハウス株式会社（英: Antenna House, Inc.）は、東京都中央区に本社を置き、ソフトウェア製品の開発・販売を行う日本の企業である。米国デラウェア州に完全子会社（海外販売拠点）をもつ。
1984年（昭和59年）創立。日本語ワープロ専用機の文書ファイルをパーソナルコンピュータ (PC) のワープロ文書ファイルに変換する文書コンバータ製品が中心であったが、最近はXSL-FO、PDF 関連のソフトウェア製品などもラインアップしている。
2007年（平成19年）10月、米国にて「Rainbow PDF」ブランドでPDF製品の販売を開始した。
2009年（平成21年）4月、PDF事業を10年近く行なってきた株式会社クセロの事業のほぼすべてを譲り受ける。
2011年（平成23年）8月、加藤哲義と協同出資でアートダーウィン合同会社を設立し、DITAの導入コンサルティング市場に進出する。

## 主要な製品
デスクトップ製品
- 瞬簡PDF統合版（PDF統合ソフトウェア）
- アウトライナー（PDFをページ単位で編集、しおりや目次を付けて仕上げるソフトウェア）
- 自在眼（ファイルビューア）

システム製品
- Antenna House PDF Tool（PDFの作成・加工ソフトウェア）

- XSL Formatter（XSL-FO 組版ソフトウェア）
- AH Formatter（XSL-FO とCSS3の2種類のスタイルシートに対応する組版ソフトウェア）
- Office Server Document Converter オフィス文書からPDFやSVGに変換、PDFから画像やFlashの作成

コンポーネント
- Antenna House PDF Driver（PDF作成ソフトウェア）
- Antenna House PDF Viewer SDK（PDFを表示するソフトウェア開発キット）